# Euresa
 (mai 2017).
Si vous disposez d'ouvrages ou d'articles de référence ou si vous connaissez des sites web de qualité traitant du thème abordé ici, merci de compléter l'article en donnant les références utiles à sa vérifiabilité et en les liant à la section « Notes et références ».
 (mai 2017).
Euresa est une Association loi de 1901 dont le siège est situé à Paris. Euresa sert comme outil de coopération et de mutualisation entre sociétés d’assurance européennes appartenant à l’économie sociale.

## Historique
- 1990 : les sociétés Folksam (en), Macif, P&V et Unipol se sont dotées d’outils communs afin d’inscrire progressivement leurs sociétés au sein d’un réseau européen et de renforcer leurs positions sur leur marché respectif, en favorisant notamment l’émergence de solutions innovantes (en termes de produits et services, de modes de commercialisation et de distribution, ou encore de gestion d'entreprise), répondant ainsi à « l’européanisation » croissante des besoins des usagers.
- 2005 : création d'un cercle de membres associés, afin de faire bénéficier des sociétés sœurs, de création souvent plus récente, de l’expertise d’Euresa : Atlantis (Espagne), Sagres (Portugal) et Syneteristiki (Grèce) et plus récemment Tuw (Pologne)
- 2007 : Euresa accueille Inter mutuelles assistance, dont les activités sont complémentaires à celles des sociétés membres.
- 2010 : création du « Forum innovation et projets » pour fédérer et mutualiser les projets stratégiques européens (Europe) entre les membres d'Euresa.
- 2014 : création et mise à disposition du prototype de constat amiable électronique (e-constat[1]).

## Organisation
Euresa est une Association loi de 1901.
Euresa est également membre observateur de l'Amice (Association of Mutual Insurers and Insurance Cooperatives in Europe), l'association de lobbying des assureurs mutuels et des coopératives d’assurance en Europe.

## Membres actuels d'Euresa
- Sociétés membres :
  - DEVK Versicherungen (Allemagne),
  - Ethias (Belgique),
  - KöBE (Hongrie),
  - IMA (France).
  - Lagun Aro (Espagne),
  - LB Forsikring (Danemark),
  - Macif (France),
  - MAE ASSURANCES (Tunisie),
  - MAIF (France),
  - Matmut (France),
  - Mamda (Maroc),
  - P&V (Belgique),
  - Syneteristiki (Grèce),
  - Tuw (Pologne),
  - UGF (Italie),
  - Univé (Pays-bas).
  - Vaudoise Assurances (Suisse).